# Manuel de Terán Álvarez
Manuel de Terán Álvarez (Madrid, 1904 - 17 de maig de 1984), geògraf vinculat a la Generació del 27, fou el renovador de la Geografia a Espanya.

## Biografia
La vida de Manuel de Terán va quedar profundament marcada per l'etapa en què va estar vinculat com a alumne primer i després professor de l'Institut-Escola entre 1925 i la guerra civil -excepte un petit parèntesi d'un any, en què va ser catedràtic de Geografia i Història en l'Institut de Calataiud-. En aquest període, va conèixer a la que seria la seva dona, Fernanda Troyano de los Ríos, mare dels seus cinc fills; va descobrir i va afermar la seva vocació docent, impregnant-se de les idees, principis i mètodes pedagògics de Francisco Giner de los Ríos i la Institución Libre de Enseñanza; va entrar en contacte amb el món intel·lectual sorgit entorn de la Residencia de Estudiantes i el científic format a l'empara del Museu de Ciències Naturals; es va orientar cap a les disciplines que hauria de conrear professionalment, la història i, sobretot, la geografia; i va gaudir d'una estada a París sufragada per la Junta per a l'Ampliació d'Estudis i Recerques Científiques.
Durant la Guerra Civil fou perseguit per les tropes franquistes degut a les seves relacions d'amistat o parentiu amb personalitats intel·lectuals i artístiques rellevants en el Madrid de preguerra com Fernández de los Ríos, Julián Besteiro, Ortega y Gasset, Alberto Jiménez Fraud, Lorca, Buñuel, Menéndez Pidal, Sánchez Albornoz, motiu pel qual hagué de passar a la clandestinitat durant un temps. Fou expulsat de la Societat Geogràfica Nacional i romangué separat de la seva càtedra d'Institut fins al 1942, quan es reintegra en la seva càtedra a l'institut Beatriz Galindo de Madrid, Poc després, gràcies al seu mestre Eloy Bullón, va iniciar la seva col·laboració en l'Institut Juan Sebastián Elcano de Geografia del Consell Superior d'Investigacions Científiques, del que va ser secretari, fent-se càrrec de la publicació de la revista Estudios Geográficos, entre les més prestigioses del seu camp a nivell internacional. Des de llavors va repartir el seu treball entre el CSIC i la Universitat. Encara que hi havia fet classes amb anterioritat com a ajudant de Bullón, és sobretot a partir de 1951, data en què obté per oposició la primera càtedra de Geografia de la Universitat de Madrid, quan duu a terme amb major desimboltura el seu magisteri, tant en la Facultat de Filosofia i Lletres com en la de Ciències Polítiques i Econòmiques. La labor pedagògica de Terán es va estendre a València, Salamanca, Valladolid, Oviedo, La Laguna. Dins del renovador i modern programa d'estudi de la realitat geogràfica espanyola que Terán va engegar, cal destacar el fet que fins a la dècada de 1980 es van llegir més de trenta tesis doctorals i més de 150 memòries de llicenciatura, moltes d'elles publicades.
El 1976 fou nomenat director honorari de l'Institut Juan Sebastián Elcano i conseller d'honor del CSIC; el 1977 ingressà en la Reial Acadèmia Espanyola i va ser nomenat soci d'honor de l'Associació de Geògrafs Espanyols; a l'any següent va ser nomenat president d'honor de la Reial Societat Geogràfica d'Espanya; el 1980 va ingressar en la Reial Acadèmia de la Història; i el 1982 va rebre la medalla d'or de la Universitat Complutense.

## Obra
Terán abordà aspectes molt diversos. Des del món rural (“Programa para el estudio del hábitat rural”; “Vaqueros y cabañas en los Montes de Pas”; “Huertas y jardines de Aranjuez”; Hábitat rural. Problemas de método y representación; “Vida pastoril y nomadismo”) a l'urbà (“Calatayud, Daroca y Albarracín”; “Sigüenza”; “Ciudad y urbanización en el continente asiático”; “Dos calles madrileñas: las de Alcalá y Toledo”; “El desarrollo espacial de Madrid a partir de 1868”; “La ciudad como forma de ocupación del suelo y de organización del espacio”; numerosos documentos de Información urbanística), passant pels estudis regionals (Imago Mundi; “Galicia”, “Región Asturcántabra”, “País Vasco”, “Meseta septentrional y meridional”, “Extremadura”, “Islas Canarias” y “Plazas africanas” per a la Geografía de España y Portugal dirigida per ell; “Ribamontán al Mar”; Síntesis geográfica de Fernando Poo; Geografía Regional de España; etc.) i sense deixar al marge els teòrics i de pensament (“La causalidad en Geografía humana. Determinismo, posibilismo, probabilismo”; “La situación actual de la Geografía y las posibilidades de su futuro”; “Geografía humana y Sociología. Geografía social”; “Una ética de conservación y protección de la Naturaleza”…).
1942: “Calatayud, Daroca y Albarracín. Notas de Geografía urbana”, Estudios Geográficos, año III, nº 6, págs. 163-202 + 12 láminas
1947: “Vaqueros y cabañas en los Montes de Pas”, Estudios Geográficos, año VIII, nº 28, págs. 493-536 + 1 mapa y XI láms.
1952: Imago Mundi. Geografía Universal, Madrid, Ediciones Atlas, 2 vols., 603 y 530 págs.
1957: “La causalidad en Geografía humana. Determinismo, posibilismo, probabilismo”, Estudios Geográficos, año XVIII, nº 67-68, págs. 273-308.
1958: Geografía de España y Portugal, Barcelona, Montaner y Simón, tomo IV (1ª parte).
1961: “Dos calles madrileñas: las de Alcalá y Toledo”, Estudios Geográficos, año XXII, nº 84-85, págs. 375-476.
1963: “Quelques aspects de la Géographie des Îles Canaries”, Revue de Géographie de Lyon, vol. XXXVI, nº 3, págs. 165-204.
1964: “El trabajo y la estructura demográfica del Gran Bilbao”, en Aportación española al XX Congreso Geográfico Internacional. Reino Unido, julio-agosto de 1964, Madrid/Zaragoza/Barcelona, Instituto Elcano de Geografía/Instituto de Estudios Pirenaicos (CSIC), págs. 75-88.
1966: “Una ética de conservación y protección de la Naturaleza”, en Homenaje al Excmo. D. Amando Melón y Ruiz de Gordejuela, Zaragoza, Instituto Juan Sebastián Elcano/Instituto de Estudios Pirenaicos (CSIC), págs. 69-76.
1977: Las formas del relieve terrestre y su lenguaje. Discurso pronunciado el 20 de noviembre de 1977, en su recepción pública por el Excmo. Sr. Don Manuel de Terán y contestación del Excmo. Sr. Don Julián Marías, Madrid, Real Academia Española, 66 págs.
1980: De Causa Montium. Discurso del excelentísimo señor don Manuel de Terán Álvarez leído en el acto de su recepción pública el 16 de noviembre de 1980, y contestación del excelentísimo señor don Gonzalo Menéndez Pidal, Madrid, Real Academia de la Historia, 51 págs.